# Trần Bá Quân
Trần Bá Quân (陈伯钧 hoặc 陈国懋; pinyin:Chén Bójūn hoặc Chén Guómào; 26 tháng 11 năm 1910 - 6 tháng 2 năm 1974), là một vị tướng của Quân Giải phóng Nhân dân Trung Quốc sinh tại huyện Đạt, Tứ Xuyên.
Ông được đào tạo tại Học viện Quân sự Hoàng Phố năm 1926, và gia nhập Đảng Cộng sản Trung Quốc năm 1927, tham gia vào cuộc khởi nghĩa thu hoạch vụ thu. Ông đã trải qua nhiều cấp bậc, nắm giữ nhiều quyền chỉ huy cấp sư đoàn và tham gia vào Vạn lý Trường chinh. Trong Chiến tranh Trung-Nhật lần thứ hai và Nội chiến Trung Quốc, ông nắm giữ các chức vụ quan trọng nhất trong Tập đoàn quân số 4 và Bát lộ quân. Sau khi thành lập Cộng hoà Nhân dân Trung Hoa, ông giữ vai trò chỉ huy của đơn vị đồn trú Hồ Nam, Phó Hiệu trưởng của Đại học Quốc phòng Trung Quốc và quyền hiệu trưởng. Năm 1955, ông được phong cấp bậc Tướng.

## Tiểu sử

### Trong thời kỳ đầu hồng quân
Sự tham gia của ông vào Phong trào Ngũ Tứ và khuynh hướng dân tộc đã dẫn đến việc ông bị trục xuất khỏi trường học Vạn Huyền Sảnh vào năm 1916. Năm 1926, ông theo học tại Học viện Quân sự Hoàng Phố tại Vũ Hán. Vào tháng 5 năm 1927, ông gia nhập Đảng Cộng sản Trung Quốc tại Hàm Ninh, trong cuộc khởi nghĩa vụ thu hoạch mùa thu.
Tháng 10 năm 1934, ông tham gia vào Vạn lý Trường chinh và được bổ nhiệm làm Tư lệnh Hồng quân 9. Ngày 21 tháng 7 năm 1935, ông bị giáng chức làm ủy viên trưởng của Đại học Hồng quân khi ông bác bỏ lệnh của Trương Quốc Đảo chống lại tuyến đường Mao Trạch Đông diễu hành.

### Chiến tranh Trung-Nhật (1936-1945)
Ông phục vụ như là một trong những chỉ huy sư đoàn của Bát lộ quân trong cuộc chiến tranh Trung-Nhật. Là người đứng đầu Đại học Quân sự và Chính trị Kháng Nhật vào năm 1938, ông phản đối cuộc hôn nhân của Mao Trạch Đông với Giang Thanh. Trong thời gian trở về Diên An vào năm 1940, ông đã viết một cuốn sách về "Lịch sử tóm tắt của Bát lộ quân". Vào tháng 11 năm 1941, ông được bổ nhiệm làm phó giáo sư của Học viện Quân sự. Vào tháng 2 năm 1942, ông học tại Trường Đảng Trung ương Đảng Cộng sản Trung Quốc. Vào tháng 5, ông là phó tư lệnh của Bộ Tư lệnh Bảo an khu vực biên giới Thiểm Tây-Cam Túc-Ninh Hạ. Vào tháng 1 năm 1943, ông giữ chức phó lữ trưởng Lữ đoàn 385 ở biên giới Thiểm Tây-Cam Túc-Ninh Hạ. Vào tháng 8 năm 1945, ông giữ chức phó tham mưu trưởng các lực lượng phòng thủ ở biên giới Thiểm Tây-Cam Túc-Ninh Hạ.

### Nội chiến Trung Quốc (1945-1949)
Vào tháng 5 năm 1948, ông là phó chỉ huy của Quân đoàn thứ nhất của Tập đoàn quân Vùng Đông Bắc, tham gia vào chiến dịch Liêu Thẩm, cuộc bao vây Trường Xuân và chiến dịch Bình Tân. Vào tháng 1 năm 1949, ông là phó chỉ huy của đồn trú Thiên Tân.

### Sau khi thành lập Cộng hòa Nhân dân Trung Hoa

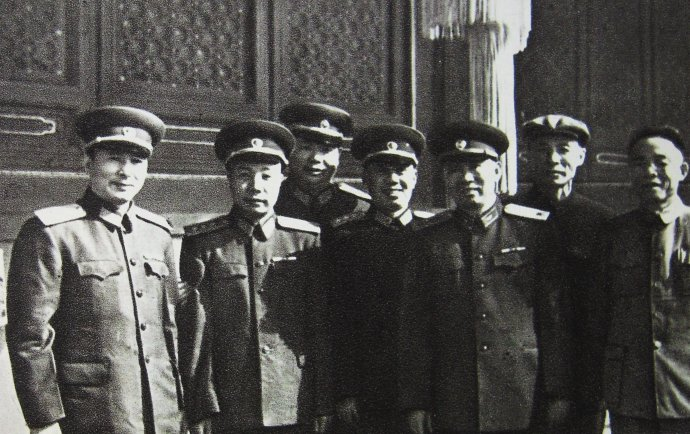
Tướng Quân Giải phóng Nhân dân Trung Quốc ngày 1 tháng 10 năm 1949. Từ trái sang: Tiêu Hướng Vinh, Tiêu Hoa, Trần Tích Liên, Trần Bá Quân, Lưu Á Lâu, Lã Chính Thao, Hàn Tiên Sở.

Vào tháng 12 năm 1952, ông giữ chức Thứ trưởng Bộ Học viện đào tạo quân sự PLA. Năm 1953, ông là Thứ trưởng Bộ Giáo dục và phó Chủ tịch Phòng Nghiên cứu Học thuật Quân sự năm 1955. Cũng trong năm đó, ông được phong tặng chức vụ thượng tướng, Huân chương Bát Nhất, Huân chương Độc lập và Tự Do và Huân chương Giải phóng. Trong cuộc cách mạng văn hóa, ông bị bức hại bởi Hồng vệ binh, và được đóng bởi Lâm Bưu.
Ngày 6 tháng 2 năm 1974, ông qua đời vì bệnh ở Bắc Kinh.